# Каштаньейра-ди-Пера
Каштанье́йра-ди-Пе́ра (порт. Castanheira de Pera; [kɐʃtɐ'ɲɐiɾɐ dɨ 'peɾɐ]) — посёлок городского типа в Португалии, центр одноимённого муниципалитета в составе округа Лейрия. Численность населения — 3,3 тыс. жителей (посёлок), 3,3 тыс. жителей (муниципалитет). Посёлок и муниципалитет входят в экономико-статистический регион Центральный регион и субрегион Пиньял-Интериор-Норте. По старому административному делению входил в провинцию Бейра-Литорал.
Покровителем посёлка считается Святой Доминик (порт. Domingos de Gusmão).
Праздник посёлка — 4 июня.

## Расположение
Посёлок расположен в 58 км на северо-восток от адм. центра округа города Лейрия.
Муниципалитет граничит:
- на северо-востоке — муниципалитет Гойш
- на юго-востоке — муниципалитет Педроган-Гранде
- на западе — муниципалитет Фигейро-душ-Виньюш
- на северо-западе — муниципалитет Лозан

## Население
| 1920 | 1930 | 1960 | 1981 | 1991 | 2001 | 2004 |
| 5839 | 6116 | 5739 | 5137 | 4442 | 3733 | 3464 |

## История
Поселок основан в 1914 году.

## Районы
В муниципалитет входят следующие районы:
1. Каштаньейра-ди-Пера
2. Коэнтрал